# 가난한 리처드의 연감

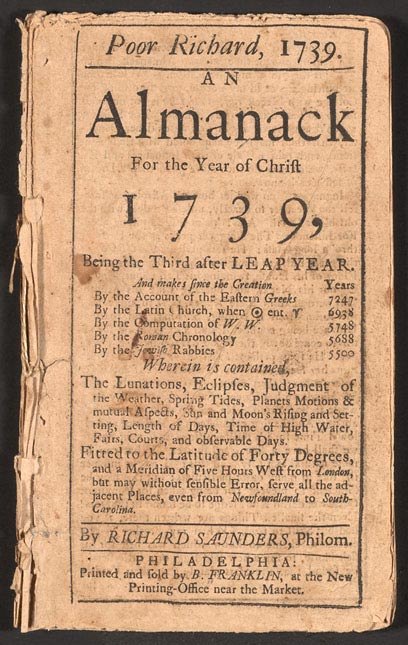
가난한 리처드의 연감 1739년판

《가난한 리처드의 연감》(영어: Poor Richard's Almanack)은 미국의 정치인이자 학자, 작가인 벤저민 프랭클린이 펜실베이니아주에서 그가 창간했던 《펜실베이니아 가제트》에 리처드 손더스라는 가명으로 기고한 연감이다.